# Vera Rockline
Vera Rockline (ryska: Вера Николаевна Рохлина, Vera Nikolaïevna Rokhlina), född 1896 i Moskva, död 4 april 1934 i Paris, var en rysk konstnär inom postimpressionismen.

## Biografi
Vera Rockline studerade initialt för Ilja Masjkov och därefter för Alexandra Exter. År 1918 och 1919 ställde Rockline ut i Moskva. År 1918 gifte hon sig med M. Rokhlin och emigrerade 1921 till Frankrike, där hon året därpå bosatte sig i Paris. Samma år ställde Rockline ut målningar på Salon d'Automne, Salon des Indépendants och Salon des Tuileries. Modeskaparen Paul Poiret var en av hennes beundrare och presenterade henne för Charles Vildrac, som 1924 möjliggjorde hennes första separatutställning.
På toppen av sin framgång begick Rockline självmord. Hon är begravd i Recey-sur-Ource.

## Bilder
| - Naken kvinna med spegel (1920). - Sittande naken kvinna. - Självporträtt (1922). - Vilande naken kvinna. |